# Olhei para o Céu (Natal de Elvas)
"Olhei para o Céu", "Natal de Elvas" ou "Eu hei de dar ao Menino" são alguns dos nomes dados a uma conhecida canção de Natal tradicional portuguesa originária de Elvas.

## História

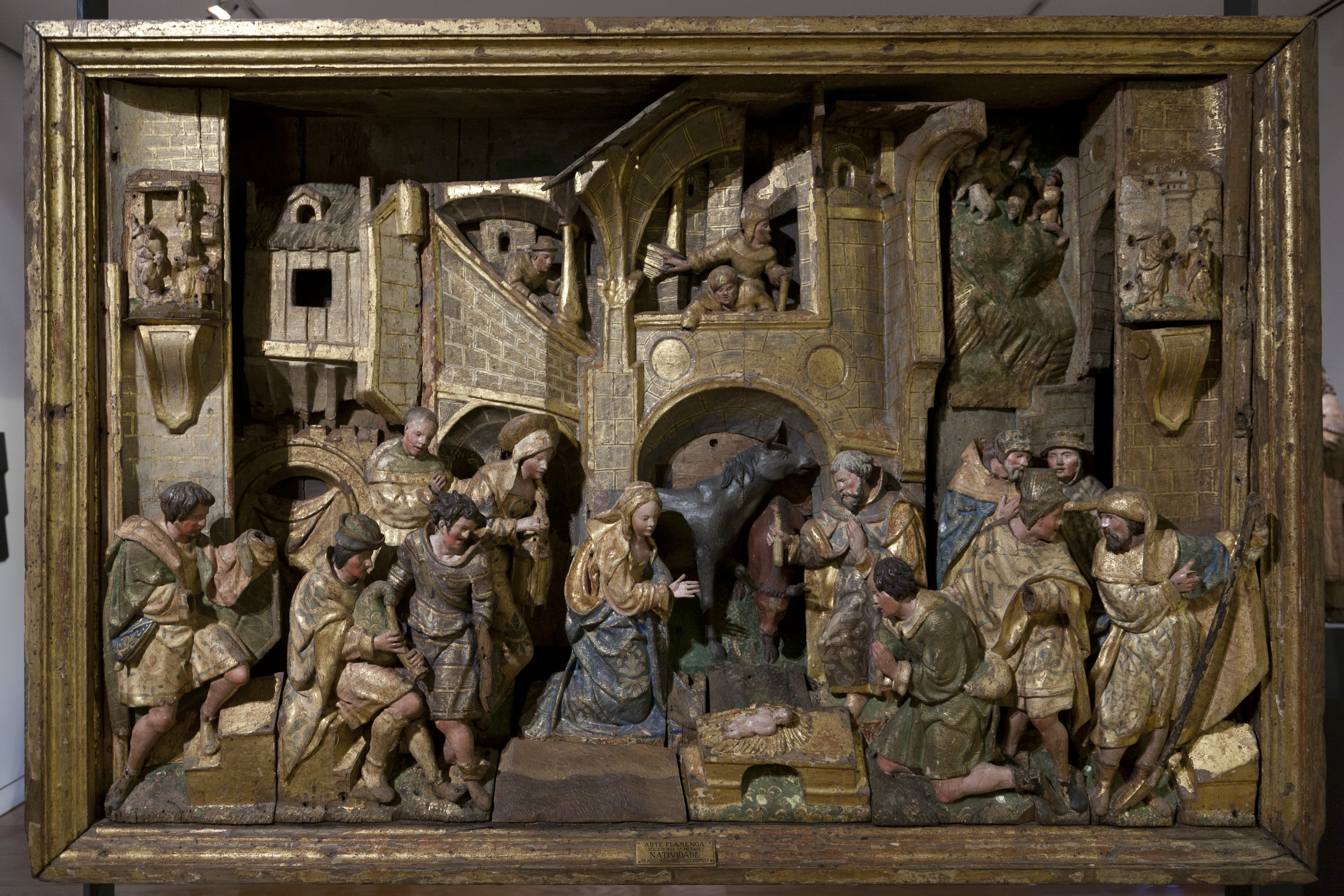
Escola de Antuérpia: Retábulo da Natividade (séc. XVI) no Museu Nacional Machado de Castro.

"Eu hei de dar ao Menino" é uma cantiga de origem popular, desconhecendo-se por essa razão o autor e data de composição. Contudo, estudos têm revelado que, embora pelo menos uma das suas quadras seja provavelmente quinhentista ("O Menino que nasceu / Da Virgem cheia de graça / Entrou e saiu por ela / Como o sol pela vidraça"), o conjunto data provavelmente do século XVIII.
As coplas com que a melodia é atualmente cantada surgem publicadas, embora separadamente, em obras do etnógrafo elvense António Tomás Pires, entre 1884 e 1902.
A melodia sofreu harmonizações de vários compositores, recebendo nomes distintos: Mário de Sampayo Ribeiro deu-lhe o nome de "O Menino que nasceu", Jorge Croner de Vasconcelos adaptou-a para os seus Oito Cantos do Natal como "Natal (Barreiro)" e Christopher Bochmann preferiu a designação "Olhei para o céu".
Contudo, a versão que contribuiu decisivamente para tornar esta antiga cantiga Barreirense nnum clássico do Natal português foi a criada por César Batalha no ano de 1981 para o Coro Infantil de Santo Amaro de Oeiras, intérpretes do também célebre tema "A todos um Bom Natal".

## Letra
O tema da canção é a Natividade de Jesus. Originalmente era cantada com uma infinidade de quadras, que os arranjos foram significativamente diminuindo. As trovas mais usadas exploram temas como a Encarnação, a virgindade perpétua de Maria, o nascimento de Jesus, a adoração dos anjos e pastores. O estribilho mais comum refere um vislumbre de Jesus menino num céu estrelado.
| Versão de Sampayo Ribeiro | Versão de Croner de Vasconcelos | Versão de César Batalha |
| --- | --- | --- |

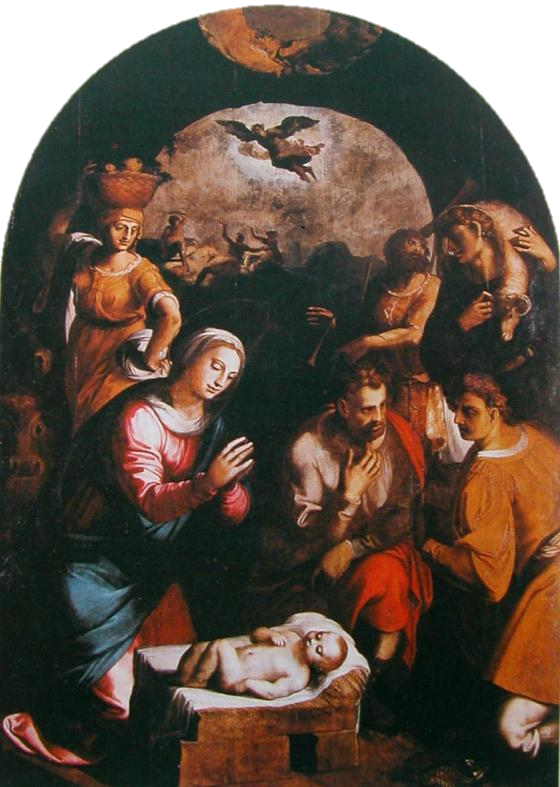
António Campelo: Adoração dos pastores (c. 1590) no Museu Municipal Carlos Reis.

| Estribilho: Olhei para o céu, estava 'strelado, Vi o Deus Menino, em palhas deitado Em palhas deitado, em palhas 'squecido Filho duma rosa, dum cravo nascido. | Estribilho: Olhei para o céu, estava 'strelado, Vi o Deus Menino, em palhas deitado Em palhas deitado, em palhas 'squecido Filho de Maria, o Verbo Divino. | Estribilho: Olhei para o céu, estava 'strelado Vi o Deus Menino, em palhas deitado Em palhas deitado, em palhas 'squecido Filho de uma rosa, de um cravo nascido. |
| Coplas: O Menino que nasceu Da Virgem cheia de graça, Entrou e saiu por ela Como o sol pela vidraça.                                                           | Coplas: Cantai anjos ao Menino Enquanto a Senhora dorme, Cantai, mas devagarinho Olhem a Virgem não acorde.                                                | Coplas: Estas palavras disse a Virgem Ai, quando nasceu o Menino Ai, vinde cá, meu anjo loiro, Meu Sacramento divino.                                             |
| Ai, três palavras disse a Virgem Ai, quando nasceu o Menino, Ai, vinde cá, meu anjo loiro, Meu Sacramento divino.                                              | Ai, três palavras disse a Virgem Ai, quando nasceu o Menino, Ai, vinde cá, meu anjo loiro, Meu Sacramento divino.                                          | Eu hei de dar ao Menino Uma fitinha prò chapéu E Ele também me há de dar Um lugarzinho no Céu.                                                                    |

### Refrão
A melodia do estribilho e a melodia das coplas são distintas e, de facto, independentes uma da outra. A música do refrão pode ser usada noutras canções de Natal Barreirenses como a Eu hei de m'ir ao presépio.
Embora o refrão "Olhei para o céu" seja o mais frequente hoje em dia, com a mesma música eram adaptadas outras composições, com a mesma estrutura formal:
| Arre, burriquito, vamos a Belém, Ver o Deus Menino, que a Senhora tem; Que a Senhora tem, que a Senhora adora. Arre, burriquito, vamos lá embora. | A Virgem lavava, São José estendia. Menino chorava, do frio que fazia. Do frio que fazia, do frio que estava. São José estendia, a Virgem lavava. |